# Daniel Arrocha
Daniel Michael Rodriguez Arrocha (født 9. januar 1995) er en dansk fodboldspiller, der spiller som midterforsvarer for Sogndal.
Arrocha kom til den norske 1. divisionsklub Nest-Sotra i sommeren 2018. Han flyttede til Jerv i maj 2020. Han missede hele 2020-21 sæsonen på grund af en skade. Den 3. april 2022 fik han sin debut i Eliteserien i en 1-0-sejr over Strømsgodset. Den 31. august 2022 flyttede Arrocha til Mjøndalen IF.